# Nexø
Nexø (bornholmsk Najsø) – drugie co do liczby ludności miasto na Bornholmie, liczy 3762 mieszkańców (2011). Największy port rybacki wyspy. Do 1 stycznia 2003 roku siedziba gminy (Nexø Kommune).

## Historia
Nexø powstało jako wioska rybacka w parafii Bodilsker z kaplicą należącą do kościoła św. Bodila. W 1346 roku Nexø otrzymało prawa miejskie. W 1510 roku miasto zostało spalone przez wojska Lubeki. W 1563 roku większość mieszkańców zmarła w wyniku epidemii dżumy. W 1645 roku miasto zostało splądrowane i rozgrabione przez 500 szwedzkich żołnierzy. W 1756 roku miasto dotknął poważny pożar. Około 1800 roku miasto stało się centrum administracyjnym wyspy Bornholm. W 1872 roku port został zniszczony przez sztorm. Od 1877 roku z Nexo utrzymywano stałe połączenie promowe z Kopenhagą. W 1879 roku został zakończony nowy basen portowy, a w 1892 r. otwarty został pierwszy suchy dok w Danii, co było związane z rozwijającym się przemysłem stoczniowym. W 1864 roku powstała odlewnia żelaza. Pod koniec II wojny światowej, 7 i 8 maja 1945 r. Nexø zostało zbombardowane przez radzieckie lotnictwo, gdy Gerhard von Kamptz, dowódca sił niemieckich okupujących Bornholm, odmówił poddania się. Doprowadziło to do zniszczeń w centrum miasta i w porcie oraz śmierci 10 osób. Pomimo że Dania została wyzwolona w dniu 4 maja 1945 roku, Armia Czerwona okupowała Bornholm od 9 maja 1945 r. do 5 kwietnia 1946 roku.
W latach 1900–1968 Nexø z Rønne były połączone koleją wąskotorową.

## Kalendarium
- 1346 – otrzymanie praw miejskich[1]
- 1510 – zniszczenie miasta przez wojska lubeckie
- 1645 – lądowanie Szwedów i splądrowanie Nexø
- 1756 – pożar niszczący większość miasta
- 1879 – ukończenie budowy portu
- 1901 – połączenie kolejowe z Rønne (Bornholmskie Koleje Żelazne)
- 7-8 maja 1945 – zbombardowanie miasta przez radzieckie lotnictwo; zniszczenie 700 z 900 domów[1]; minimalne straty w ludności, ponieważ Sowieci wcześniej ostrzegli mieszkańców; po tym fakcie dostarczenie przez Szwedów 75 drewnianych domów, które stoją w mieście do dziś

## Zabytki i atrakcje turystyczne
- Nexø Gamle Røgeri – tradycyjna wędzarnia
- kościół pw. św. Mikołaja z XV i XVI wieku
- De Bornholmske Jernbaner Museum – muzeum Bornholmskich Kolei Żelaznych
- Nexø Museum – wśród eksponatów m.in. wiosłowa łódź ratownicza z 1907 roku
- Bornholms Sommerfuglepark & Tropeland – cieplarnia z roślinami tropikalnymi oraz motylarnia

## Gospodarka
Gospodarka Nexø od zawsze opierała się na rybołówstwie i jest ono największym portem rybackim na wyspie. Prócz tego na północ od miasta znajduje się kopalnia piaskowca, eksploatowana od XVIII wieku. W Nexø mieszczą się również gorzelnia (Bornholmske Spiritfabrik ApS) oraz wytwórnia musztardy (Bornholmersennep ApS), których wyroby rozpoznawalne są nie tylko na wyspie, ale w całej Danii oraz poza jej granicami.

## Komunikacja

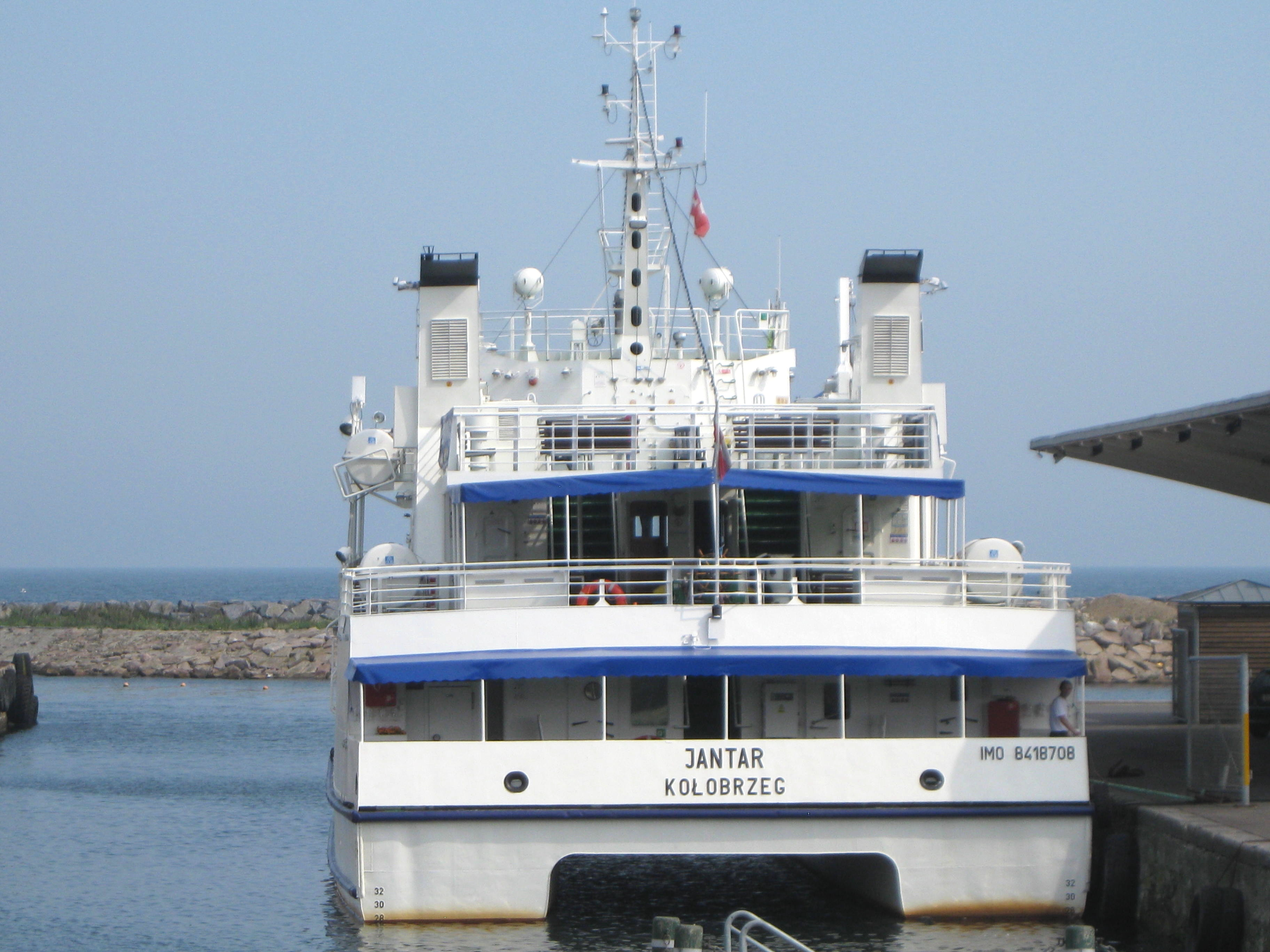
MS Jantar realizujący połączenie promowe na linii Nexø – Kołobrzeg

Z portu w Nexø kursuje statek pasażerski MS Jantar do Kołobrzegu i Darłowa, obsługiwany przez Kołobrzeską Żeglugę Pasażerską, dawniej również z Ustki pływała MS Lady Assa Żeglugi Gdańskiej. W 2012 roku duńska spółka NeKo Seaways miała uruchomić połączenie na linii Nexø – Kołobrzeg promem pasażersko-samochodowym, lecz firma zbankrutowała jeszcze przed dokończeniem budowy zamówionego w tureckiej stoczni statku Odin Baltica mogącego zabrać na pokład 275 pasażerów i 50 samochodów. W 2017 roku MS Jantar przewiózł na Bornholm ok. 30 tys. osób z Polski. Statek na pokład zabiera tylko pasażerów i rowery, jednostka jest szczególnie wrażliwa na trudne warunki pogodowe.
Władze portu w Nexø od kilku lat starają się o kolejne połączenie promowe z polskimi portami w Kołobrzegu, Darłowie i Ustce chcąc zwiększyć częstotliwość rejsów. Problemem jest znalezienie odpowiedniego armatora mogącego eksploatować prom pasażersko-samochodowy na tej trasie.
W mieście zaczyna się również droga krajowa 38 do Rønne przez Aakirkeby.

## Galeria

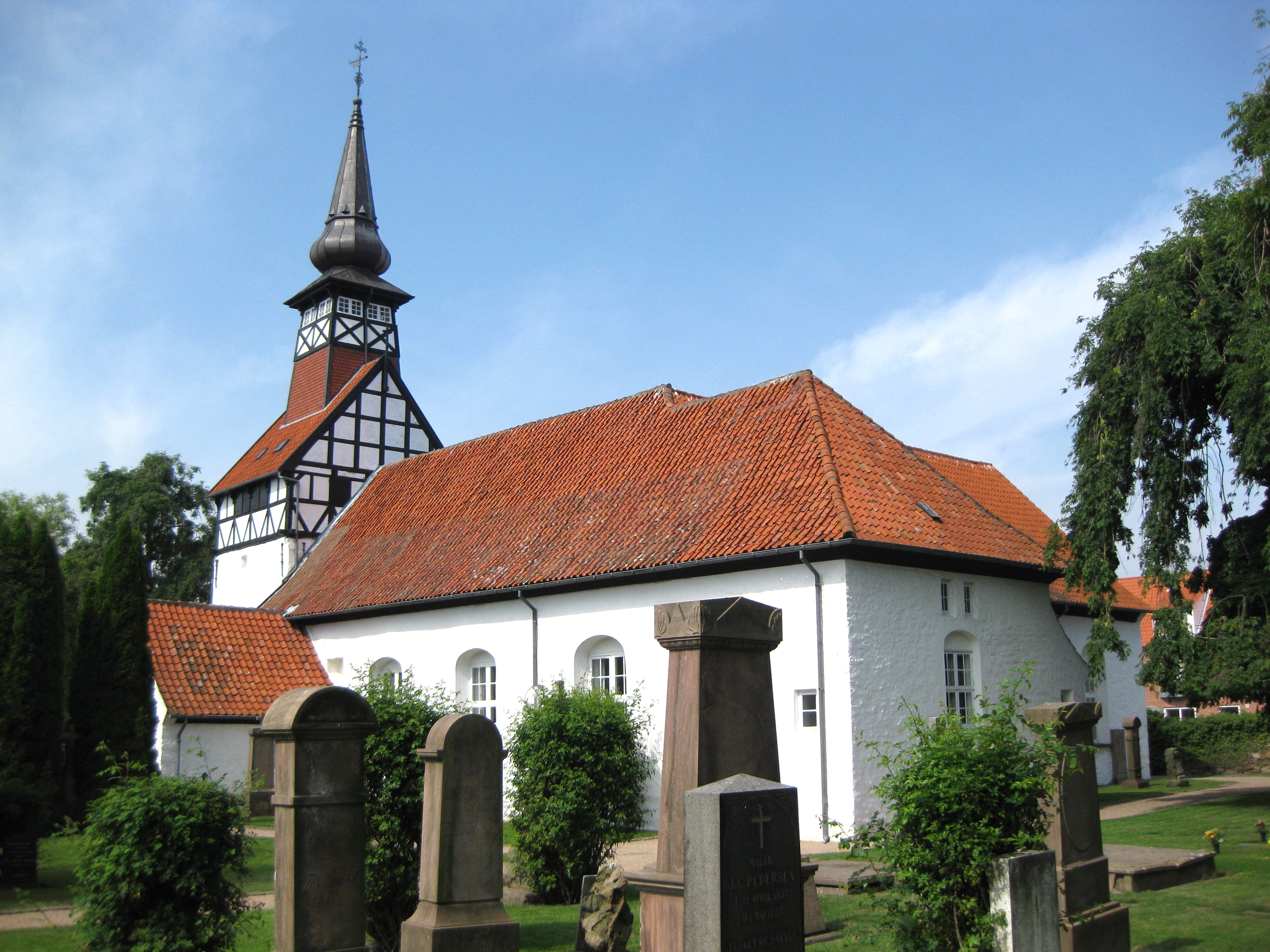
Kościół
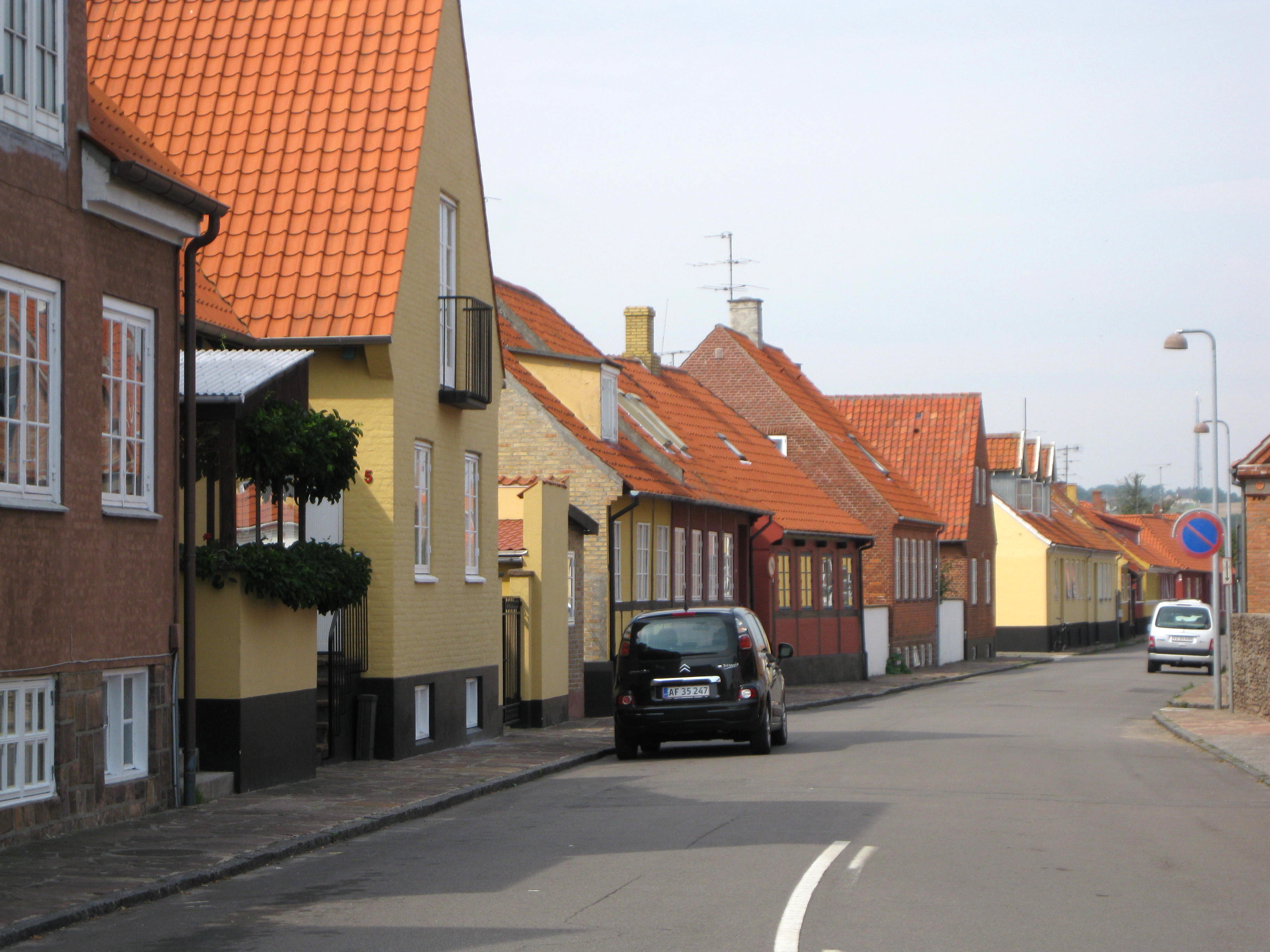
Jedna z ulic w mieście
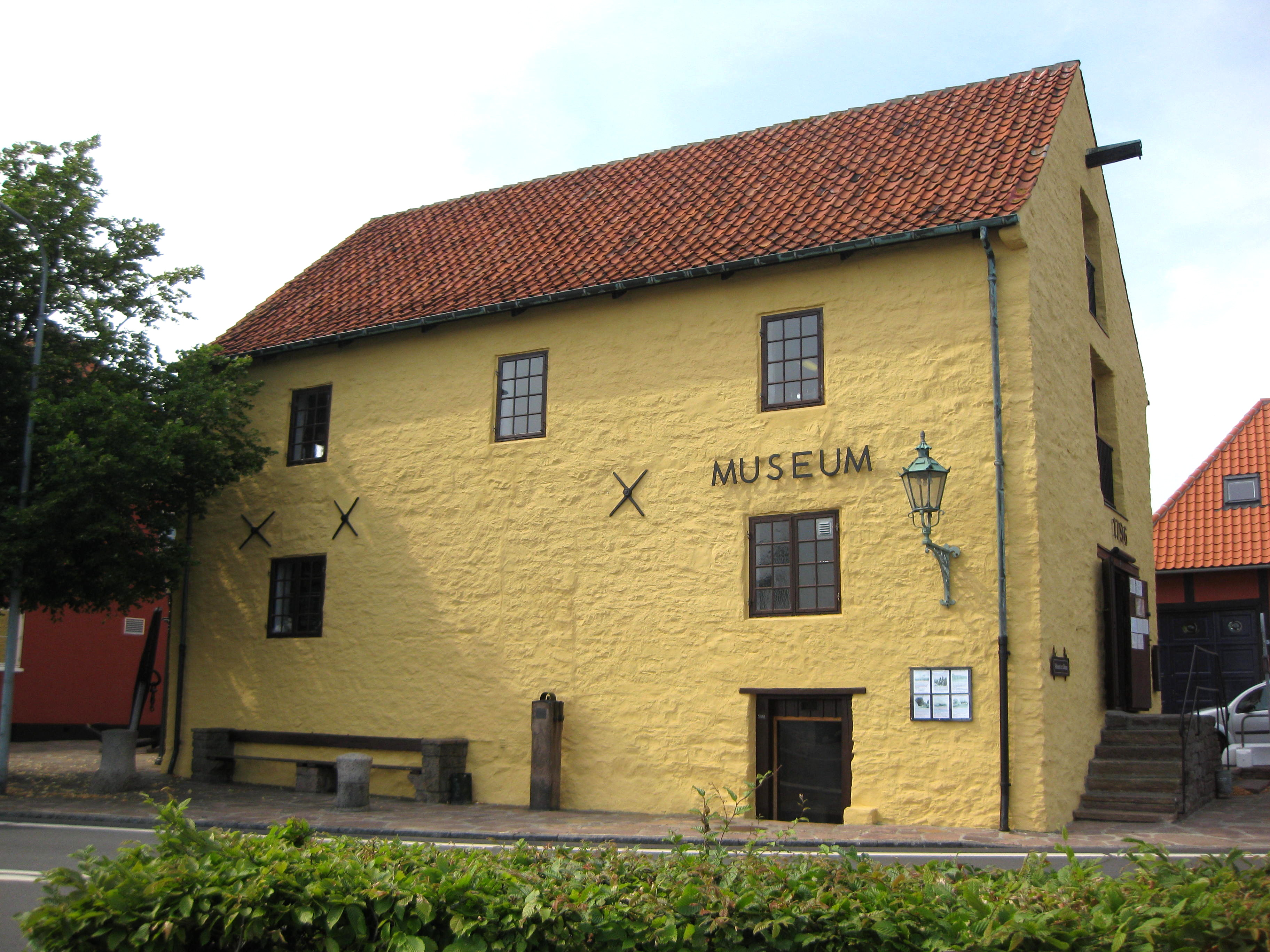
Muzeum
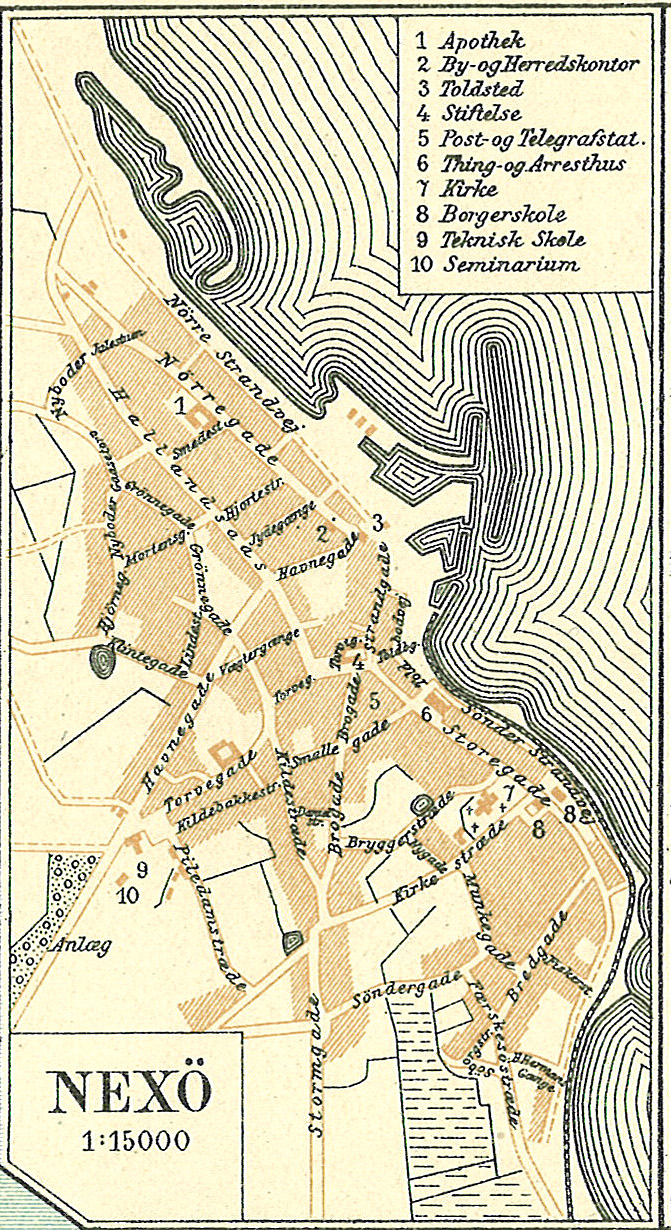
Plan miasta w 1900 r.
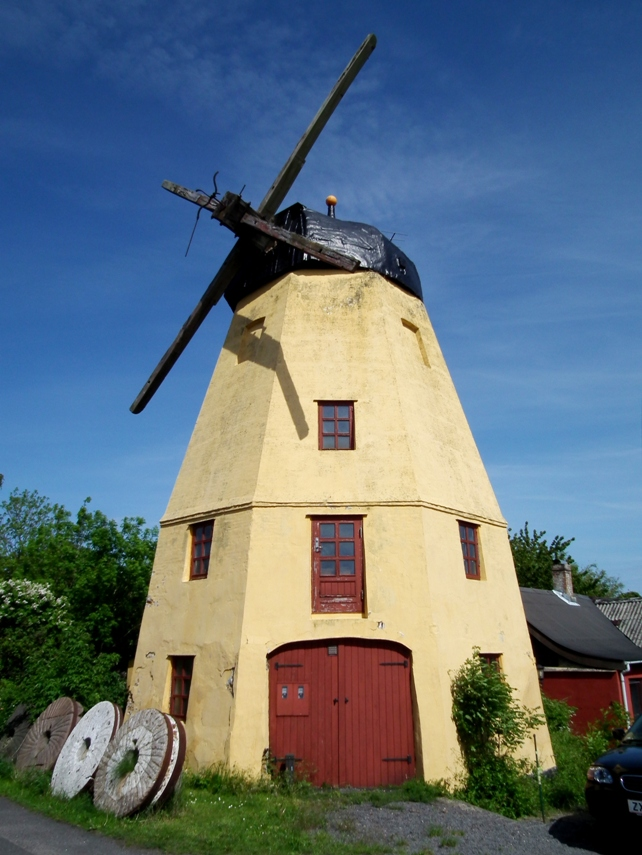
Wiatrak
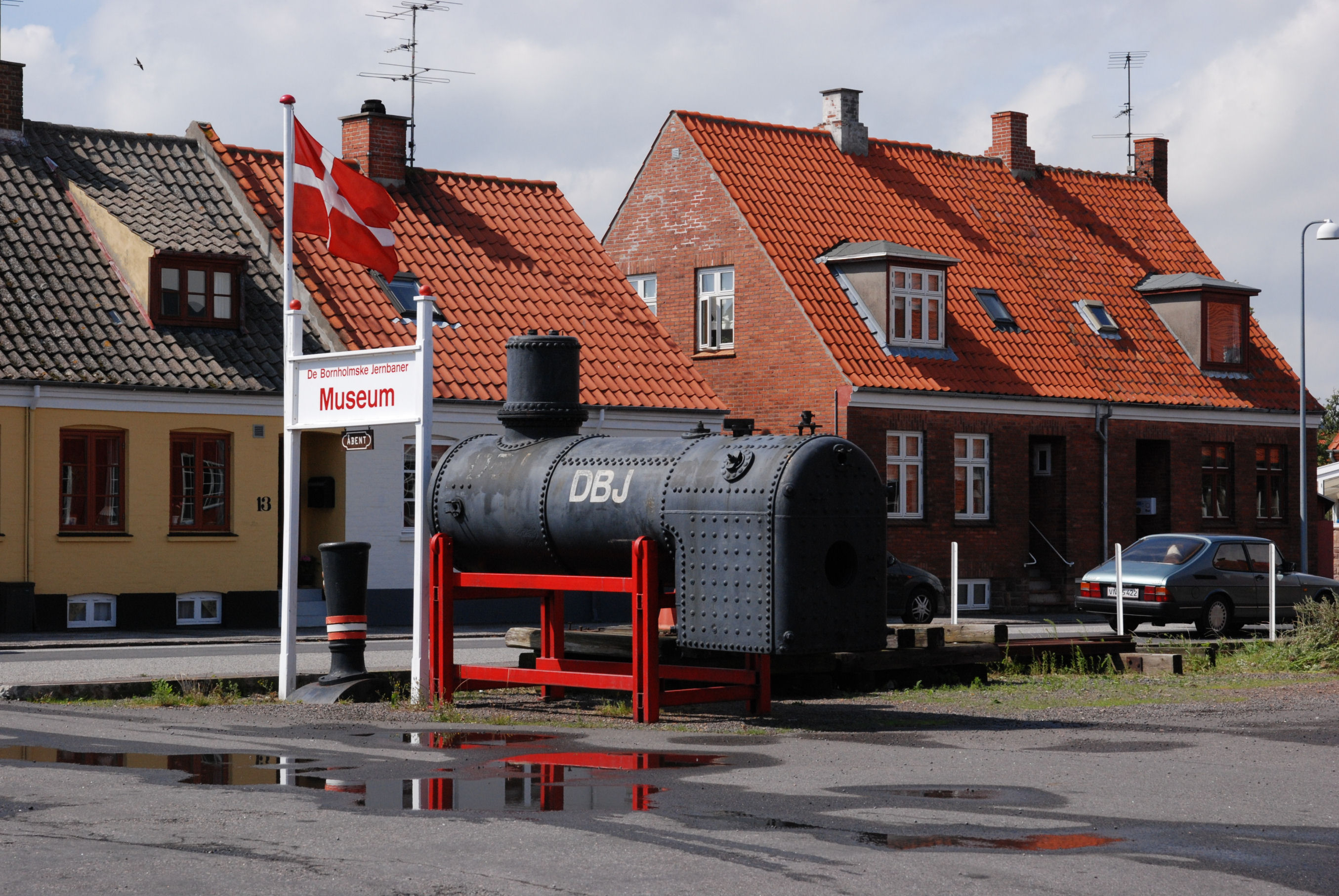
Muzeum kolejnictwa
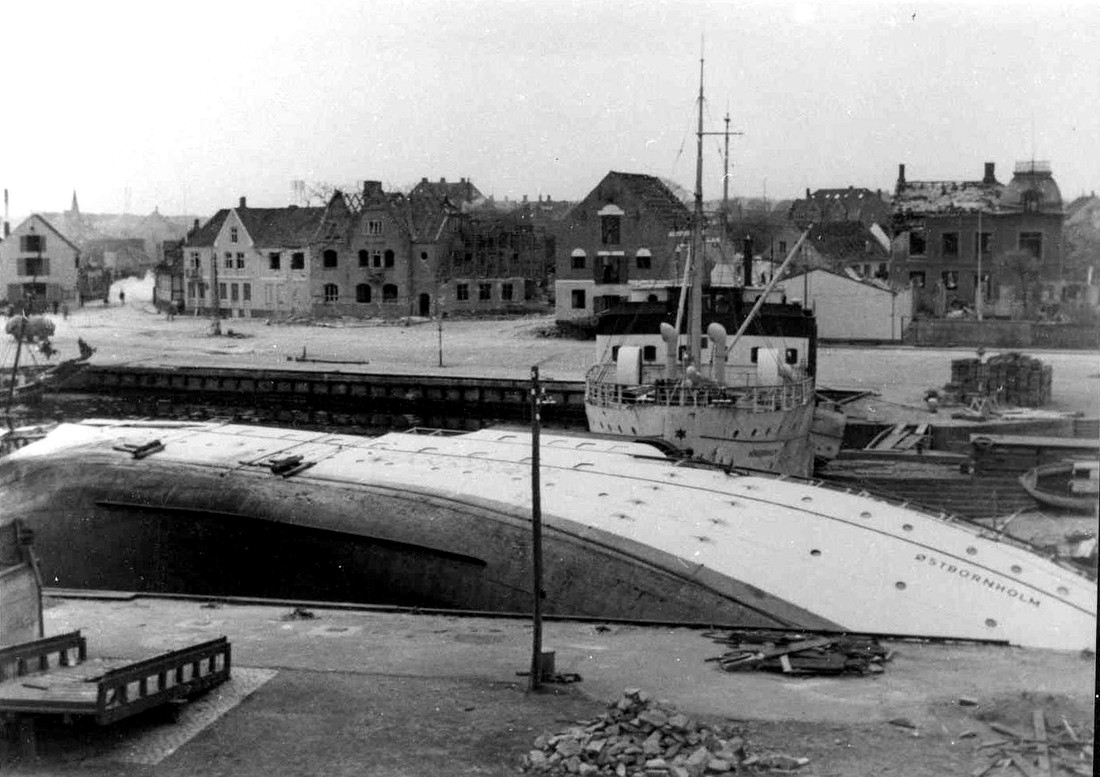
Port w 1945 r.
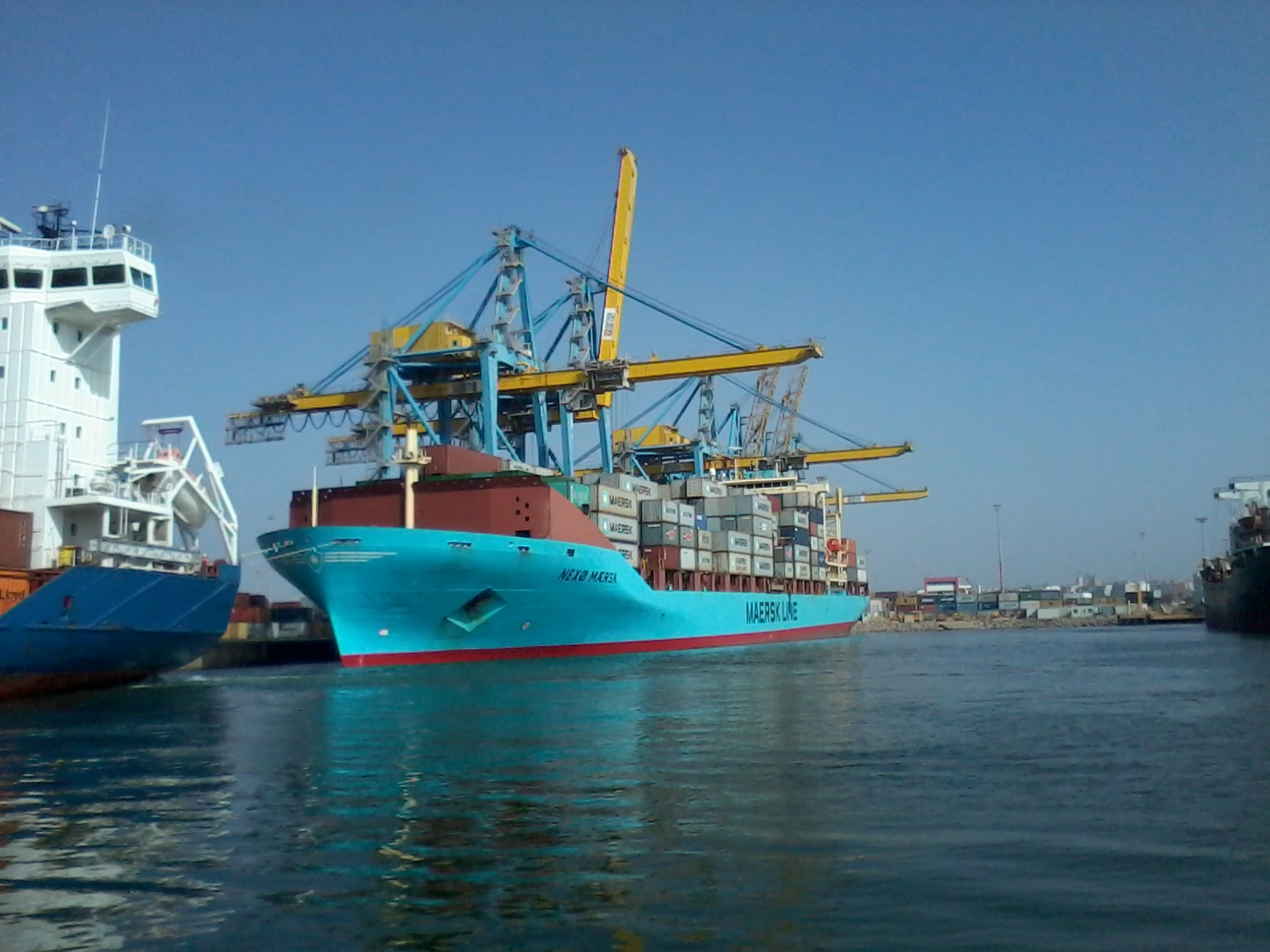
Port
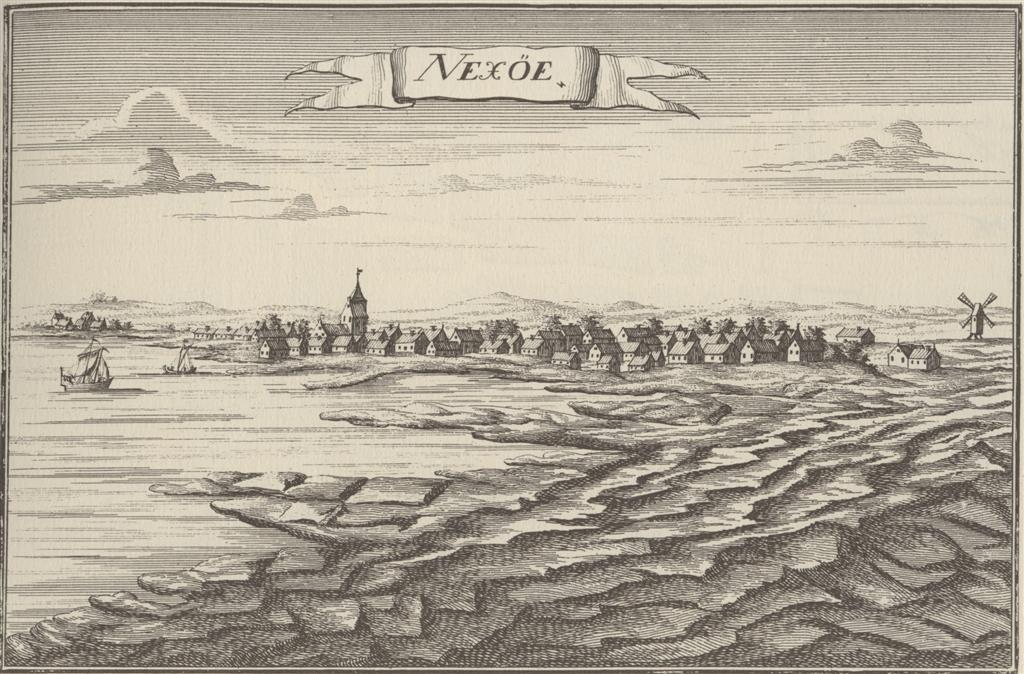
Stary widok miasta

## Miasta partnerskie
- Kołobrzeg, Polska
- Darłowo, Polska